# Vaseyanthus
Vaseyanthus là một chi thực vật có hoa trong họ Cucurbitaceae.

## Loài
Chi Vaseyanthus gồm các loài: